# Petar Vasiljević
Petar Vasiljević (Belgrad, 15 de novembre de 1970) és un exfutbolista serbi.
Format al Partizan de Belgrad, el 1994 va passar a la lliga espanyola, on passaria bona part de la seua carrera, jugant a Primera i Segona Divisió amb el CA Osasuna, i l'Albacete Balompié.